# Oak Grove, Kentucky
Oak Grove är en ort i Christian County i delstaten Kentucky, USA.